# クリスティーン・マリー・カバノス
クリスティーン・マリー・カバノス（Christine Marie Cabanos、1988年7月12日 - ） は、アメリカ合衆国の女性声優。カリフォルニア州立大学フラトン校卒業。

## 人物
アシュレイ・メレンデスからボーカルレッスンを受け、アドベンチャーズ・イン・ボイス・アクティング他、複数のボイスオーバーワークショップでトニー・オリバーから指導を受ける。声質はメンズソプラノ。

## 出演作品

### テレビアニメ
2010年
- Secret Millionaires Club（エレナの妹）
- ヴァンパイア騎士

2011年
- けいおん!（中野梓、唯の母）
- 侵略!イカ娘（イカ娘）
- ヴァンパイア騎士 Guilty
- マーサ&フレンズ
- ローゼンメイデン オーベルテューレ（サラ）
- Secret Millionaires Club（英語版）（Elena's Sisters）

2012年
- けいおん!!(中野梓）
- 魔法少女まどか☆マギカ（鹿目まどか）
- まほろまてぃっく特別編 ただいま◆おかえり（安藤みなわ）

2013年
- 青の祓魔師（杜山しえみ）
- アクセル・ワールド（安里琉花 / ラグーン・ドルフィン）
- ソードアート・オンライン（シリカ / 綾野珪子）
- ポケットモンスター THE ORIGIN（レイナ、ミュウ）
- 輪廻のラグランジェ（近藤みち）
- 輪廻のラグランジェ season2（近藤みち）

2014年
- キルラキル（満艦飾マコ）
- ソードアート・オンライン Extra Edition（シリカ / 綾野珪子）
- とらドラ!（櫛枝実乃梨）
- マギ The labyrinth of magic（ナージャ、ピスティ）

2015年
- アルドノア・ゼロ（ニーナ・クライン）
- ソードアート・オンラインII（シリカ / 綾野珪子）
- 超次元ゲイム ネプテューヌ THE ANIMATION （ネプギア / パープルシスター）
- マギ The kingdom of magic（ピスティ）
- 結城友奈は勇者である（乃木園子）

2016年
- 機動戦士ガンダム 鉄血のオルフェンズ（アルミリア・ボードウィン）
- クロムクロ（リタ・フェレイラ・メンデス）
- ダンガンロンパ3 -The End of 希望ヶ峰学園-（七海千秋）
- テイルズ オブ ゼスティリア ザ クロス（サイモン）
- ラブライブ!（高坂雪穂）
- ラブライブ! 2nd Season（高坂雪穂）
- 僕だけがいない街（杉田広美）
- クロムクロ（リタ・フェレイラ・メンデス）

2017年
- 美少女戦士セーラームーンS（土萠ほたる/セーラーサターン/、ミストレス9）[4]
- 青の祓魔師 京都不浄王篇（杜山しえみ）
- スキップ・ビート!（七倉美森）
- ZAK STORM（英語版）（Cece Lejune）

2018年
- ヴァイオレット・エヴァーガーデン（エリカ・ブラウン）
- フリクリ プログレ（アイコ）
- Re:ゼロから始める異世界生活（フェルト）
- ひそねとまそたん（甘粕ひそね）
- ワクフ（アマリア・シャーンシャーム）

2019年
- 異世界かるてっと（フェルト）
- 新世紀エヴァンゲリオン（伊吹マヤ）
- 鬼滅の刃（産屋敷輝利哉）
- からかい上手の高木さん（真野ちゃん）
- ぼくらベアベアーズ（Nina、Ribbon Girl）

2020年
- 空挺ドラゴンズ（カペラ）
- Recorded by Arizal（アリサル）

### 劇場アニメ
2011年
- 鉄拳 ブラッド・ベンジェンス
- REDLINE（子供）

2012年
- ホッタラケの島 〜遥と魔法の鏡〜（遥）

2013年
- 映画けいおん!（中野梓）
- 青の祓魔師 ―劇場版―（杜山しえみ）

2014年
- 劇場版 魔法少女まどか☆マギカ [前編] 始まりの物語（鹿目まどか）
- 劇場版 魔法少女まどか☆マギカ [後編] 永遠の物語（鹿目まどか）

2015年
- 劇場版 魔法少女まどか☆マギカ [新編] 叛逆の物語（鹿目まどか）

2016年
- サイボーグ009VSデビルマン（イワン・ウイスキー）
- ラブライブ!The School Idol Movie（高坂雪穂）

2017年
- 劇場版 ソードアート・オンライン -オーディナル・スケール-（綾野珪子 / シリカ）

2018年
- 夜明け告げるルーのうた（ルー）

2019年
- 新世紀エヴァンゲリオン劇場版 シト新生（伊吹マヤ）
- 新世紀エヴァンゲリオン劇場版 Air/まごころを、君に（伊吹マヤ）

### OVA
2009年
- 魔法少女隊アルス THE ADVENTURE

2014年
- とらドラ! 〜弁当の極意〜（櫛枝実乃梨）

2016年
- サイボーグ009VSデビルマン（イワン・ウイスキー）
- Lego Friends: Girlz 4 Life（ミーガン）

### Webアニメ
2014年
- Tamagotchi Friends（ゆめみっち）

### ゲーム
2012年
- スカルガールズ（フィリア）
- 超次元ゲイム ネプテューヌmk2 （ネプギア / パープルシスター）
- DEAD OR ALIVE 5（ミラ）
- メルルのアトリエ 〜アーランドの錬金術士3〜（ケイナ・スウェーヤ）

2013年
- 神次元ゲイムネプテューヌV （ネプギア / パープルシスター）
- 時と永遠 〜トキトワ〜（トワ）
- ラグナロクオンラインII
- Disney Princess Palace Pets（Bloom）

2014年
- 圧倒的遊戯 ムゲンソウルズZ（ティオニー）
- 神次元アイドル ネプテューヌPP（ネプテューヌ / パープルハート）
- 禁忌のマグナ（ガブリエーレ）
- スーパーダンガンロンパ2 さよなら絶望学園（七海千秋）
- DEAD OR ALIVE 5 ULTIMATE（マリー・ローズ）
- 魔女と百騎兵（テレッサ、コリゴン、ミトン）
- フェアリーフェンサー エフ（果林）

2015年
- 超女神信仰 ノワール 激神ブラックハート（ウィン）
- オメガクインテット（ねこ）
- 超次元アクション ネプテューヌU（ネプテューヌ / パープルハート）
- テイルズ オブ ゼスティリア（サイモン）
- STELLA GLOW（リゼット）
- ゼノブレイドクロス
- 魔界戦記ディスガイア5（ウサリア）

2016年
- ソフィーのアトリエ 〜不思議な本の錬金術士〜（ソフィー・ノイエンミュラー）
- GOD EATER RESURRECTION（女性コスチュームボイス）

2017年
- ペルソナ5（鈴井志帆）
- ぷよぷよテトリス（アミティ）
- ファイアーエムブレム Echoes もうひとりの英雄王（デューテ）
- ニューダンガンロンパV3 みんなのコロシアイ新学期（夢野秘密子）
- Mary Skelter: Nightmares（Snow White）

2018年
- Monster Prom（英語版）（Miranda Vanderbilt、Hope）

2019年
- ポケモンマスターズ（アセロラ）

2020年
- ファイアーエムブレム 風花雪月（ハピ）※DLCで追加
- ビタミンコネクション（赤ちゃん、エレクトロン）

2021年
- Re:ゼロから始める異世界生活 偽りの王選候補（フェルト）
- 牧場物語 オリーブタウンと希望の大地（追加ボイス）
- AKIBA'S TRIP: Hellbound & Debriefed（サラ）
- テイルズ オブ アライズ（リンウェル）

2023年
- スーパーマリオブラザーズ ワンダー (ポプリン)

### 吹き替え
2012年
- 狼の追撃（少女、ニュースキャスター）

2013年
- 還珠姫 〜プリンセスのつくりかた〜（金鎖〈范冰冰〉）
- FLU 運命の36時間（キム・ミル）

2014年
- ヴィオレッタ（ナタリア・ビダル）

### アプリ
- ディズニープリンセス ロイヤルペット（ブルーム）
- MorningReport（アナウンス）

## 参加作品
特記の無い物に限り、プロダクション・アシスタントとしての参加。

### テレビアニメ（スタッフ）
2010年
- 涼宮ハルヒの憂鬱（2009年版）

2011年
- けいおん!
- 侵略!イカ娘
- ローゼンメイデン オーベルテューレ

### 劇場アニメ（スタッフ）
2011年
- 鉄拳 ブラッド・ベンジェンス
- ホッタラケの島 〜遥と魔法の鏡〜
- REDLINE

### OVA（スタッフ）
2012年
- ファースト・スクワッド

### Webアニメ（スタッフ）
2011年
- 涼宮ハルヒちゃんの憂鬱
- にょろーん ちゅるやさん

### ゲーム（スタッフ）
2010年
- ゴッドイーターバースト（プロダクション・アシスタント・バングズーム!・スタジオ）
- 魔人と失われた王国（プロダクション・アシスタント・バングズーム!・スタジオ）